# Алоиза
Алоиза, полное имя Алоиза Корбаз (фр. Aloïse Corbaz, dite Aloïse; 28 июня 1886, Лозанна — 5 апреля 1964, Жимель-сюр-Морж, кантон Во) — швейцарская художница, родоначальница швейцарской ветви Ар брют.

## Биография
Алоиза Корбаз родилась в Лозанне , Швейцария, в 1886 году. В 11 лет потеряла мать. Служила частной учительницей в знатных семействах Пруссии (Лейпциг, Потсдам). С началом Первой мировой войны была вынуждена вернуться в Швейцарию. В 1918 году у неё была диагностирована шизофрения. После 1920 года уже не выходила из психиатрических клиник. В этот период начала рисовать, большинство работ первых лет были утеряны. С 1936 года её рисунками заинтересовались врачи, стали их коллекционировать.

## Творчество
Рисовала на оберточной бумаге и картоне, сшивая несколько листов или кусков вместе и стараясь заполнить всё пространство карандашными рисунками ярких тонов. Чаще всего её сюжетами были влюблённые пары (в юности она была страстно влюблена в кайзера Вильгельма II), персонажи театра и оперы — Травиата, Манон Леско (она с детства мечтала стать певицей), исторические фигуры — Наполеон, Клеопатра, Мария Стюарт, королева Елизавета.

## Наследие
Часть работ Алоизы входит сегодня в собранную Жаном Дюбюффе Коллекцию Ар Брют в Лозанне, а также в экспозицию художественного музея г. Золотурн в одноименном кантоне Швейцарии.